# Денисенко, Олег Иванович (художник)
Олег Иванович Денисенко (род. 27 марта 1960, Львов) — украинский художник-график, скульптор.

## Биография
Родился во Львове 27 марта 1961 года. Закончил Львовскую художественную школу и факультет графики Украинского полиграфического института. С 1992 года выставки художника проходили в Украине, Европе и США. Художник завоевал более 30-ти международных наград в области гравюры, в том числе Гран-при Девятой Всемирной Триеннале эстампов и оригинальной гравюры в 2014 году в Шамальере (Франция). После триумфальной выставки в Италии Денисенко был избран Действительным членом Академического Сената Римской Академии Современных Искусств.

## Творчество
Олег Денисенко работает в нескольких видах искусства: гравюра, бронзовая скульптура и живопись в изобретенной им авторской технике левкаса.

## Зарубежные выставки
- 1992 — галерея «Линиен», Вестервик, Швеция,
- 1992 — «Сусекуллен», Олофсртрём, Швеция,
- 1994 — «Сусекуллен», Олофсртрём, Швеция,
- 1997 — галерея «Эпрев д,Артист», Антверпен, Бельгия,
- 1998 — галерея «Урал», Ассен, Нидерланды
- 1998 — музей истории печати, Меппел, Нидерланды,
- 2000 — «Дэвидсон Гэлериз», Сиэтл, США
- 2000 — галерея «Амакла», Тулуза, Франция
- 2001 — галерея «Михалски Двор», Братислава, Словакия
- 2001 — «Старая Галерея», Клуж-Напока, Румыния,
- 2002 — квартира-музей И. Бродского, Санкт-Петербург, Россия
- 2002 — «Художественный музей», Арад, Румыния,
- 2003 — Украинский институт в Америке, Нью Йорк, США
- 2004 — Галерея «Амакла», Тулуза, Франция
- 2004 — Украинский культурный центр в Финляндии, выставка-тур
- 2005 — Альбрехт Дюрер Хаус, Нюрнберг, Германия
- 2006 — Художественна галерея Никола Петров, Видин, Болгария
- 2006 — картинная галерея, Старая Загора, Болгария
- 2006 — Конгрессно-фестивальный центр, Варна, Болгария
- 2006 — Национальная галерея, Скопье, Македония
- 2007 — Галерея «Самлярграфик» , Ваннеберга, Швеция
- 2007 — картинная галерея, Шумен, Болгария
- 2007 — галерея «Латрио» Матера, Италия
- 2007 — картинная галерея, «Раз град», Болгария
- 2007 — картинная галерея, Новая Загора, Болгария
- 2008 — Галерея искусств, Димитровград, Болгария
- 2009 — Национальная библиотека, София, Болгария
- 2009 — Музей Искусств, Фредериксгаун, Дания
- 2009 — Муниципальная галерея, Кастельсарразин, Франция
- 2009 — Центр современного искусства — галерея Анджея Струмилли, Сувалки, Польша
- 2009 — галерея "Mьярт, Новое Залужье, Словакия
- 2012 — Ателье Пресс-Папье, Труа Ривэ, Канада
- 2012 — галерея Руси Карабиберова, Новая Загора, Болгария
- 2012 — Научная библиотека, Банска Быстрица, Словакия
- 2012 — галерея «Креарс» Рожнов под Радгостем, Чешская Республика
- 2013 — Музей современного искусства, Тузла, Босния и Герцеговина
- 2013 — Национальный музей, София, Болгария
- 2016 — галерея «Контраст», Фрибур, Швейцария